# Hittin

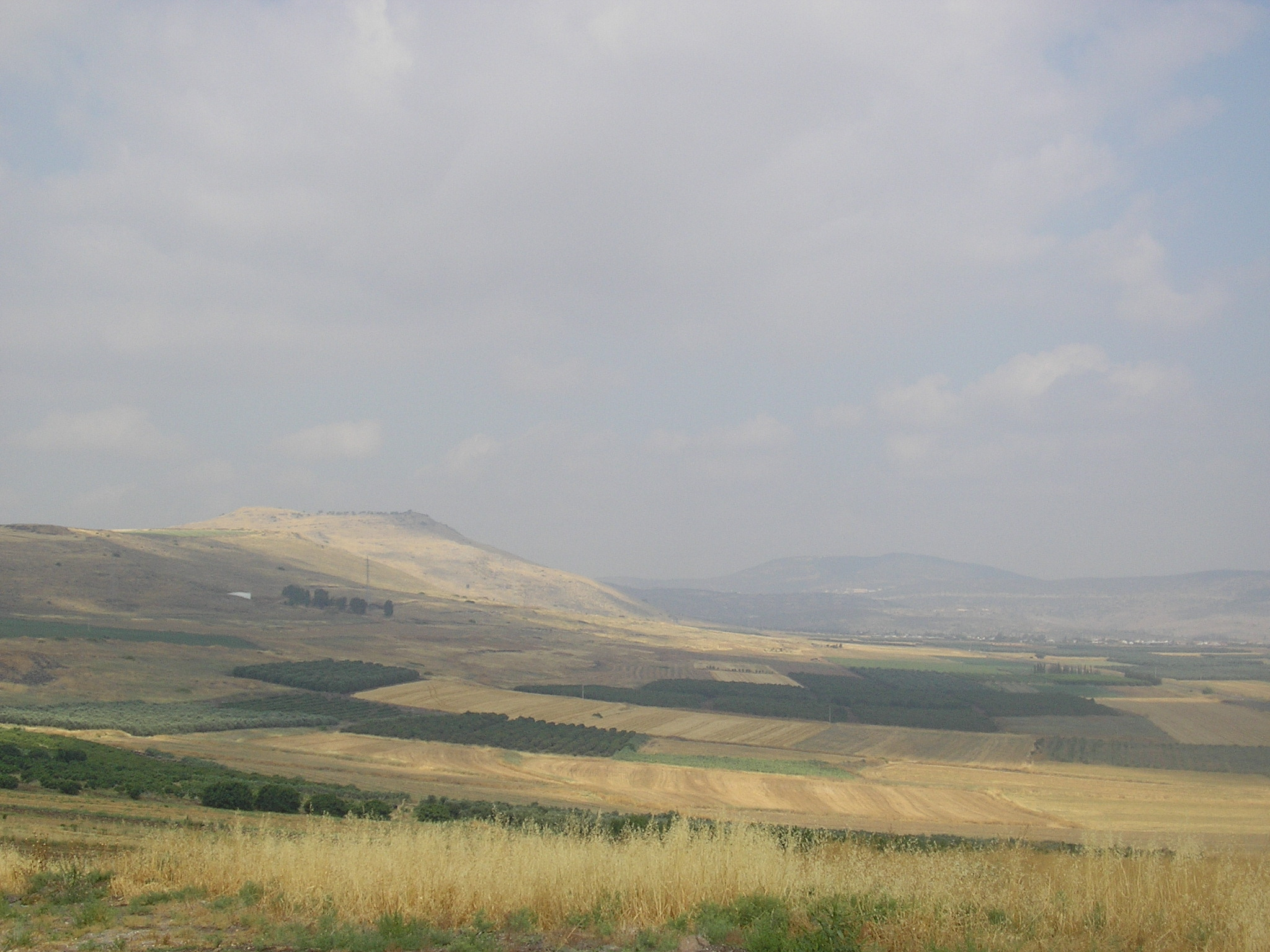
Los Cuernos de Hattin.

Hittin (en árabe, حِـطِّـيْـن) o Hattin (en árabe, حطّين) era una localidad palestina ubicada a 8 kilómetros al oeste de Tiberíades. Por haber sido el lugar donde se libró la histórica Batalla de los Cuernos de Hattin en 1187, en la que Saladino conquistó la mayor parte de Palestina a los Cruzados, se ha convertido en un símbolo del nacionalismo árabe. El santuario de Nabi Shueib, venerado por los drusos y por los musulmanes suníes como la tumba de Jetró, se encuentra en lo que solían ser los terrenos de esta localidad. Como el resto de Palestina, Hittin fue gobernada por el Imperio Otomano desde el siglo XVI hasta el final de la Primera Guerra Mundial, cuando Palestina se convirtió en el Mandato británico de Palestina. La localidad se vio despoblada durante la guerra árabe-israelí de 1948 como consecuencia de los ataques del ejército israelí, que con posterioridad negaría a sus habitantes la posibilidad de volver a sus hogares.

## Historia
Hittin se encontraba en la ladera norte de una doble colina conocida como los Cuernos de Hattin. Desde tiempos antiguos se trató de un lugar estratégica y comercialmente importante debido a su ubicación en un lugar alto que controlaba las Planicies de Hattin y que se abre hacia las tierras bajas costeras del Mar de Galilea al este, mientras que hacia el oeste enlaza a través de una serie de pasos de montaña con las llanuras de la baja Galilea. Estas llanuras, con sus pasajes en dirección este-oeste, servían como rutas comerciales para caravanas y como rutas militares para las diversas invasiones que tuvieron lugar desde la Antigüedad.

### Prehistoria
Una serie de excavaciones arqueológicas en el pueblo han hallado fragmentos de cerámica de los periodos Neolítico y Calcolítico.

### De la Edad del Bronce al Imperio bizantino
En la aldea se había excavado una pared que databa de comienzos de la Edad de Bronce. Es posible que el pueblo árabe se construyese sobre la ciudad cananea de Siddim o Ziddim (Josué 19:35), que en el siglo III a. C. adquirió el nombre hebreo de Kfar Hittin ("pueblo del grano"). Durante el periodo romano se conoció como Kfar Hittaya. En el siglo IV d. C. era una ciudad judía rabínica.

### Periodos cruzado, ayubí y mameluco
Hittin se encontraba cerca del lugar donde tuvo lugar la Batalla de los Cuernos de Hattin, en 1187, en la que Saladino derrotó por completo a los cruzados. Claude Reignier Conder escribió en El Reino Latino de Jerusalén (1807) que, en concreto, se hallaba cerca del campamento base del ejército ayubí de Saladino.
Muchas figuras históricas de Palestina en su periodo islámico nacieron o fueron enterradas en Hittin, según el testimonio de algunos de los primeros geógrafos árabes como Yaqut al-Hamawi (1179–1229) o al-Ansari al-Dimashqi (1256–1327), al que, de hecho, se le conocía como el Jeque de Hittin. El escritor, exégeta coránico y calígrafo Ali al-Dawadari murió en la aldea en 1302.

### Periodo otomano
En 1596, Hittin formaba parte de la nahiya otomana de Tiberíades, en el liwa de Safed. Los aldeanos pagaban impuestos por productos como el trigo, la cebada, las olivas, las cabras y las colmenas. En 1646, Hittin recibió la visita de Evliya Çelebi, que lo describió de la siguiente manera: "es un pueblo en el territorio de Safad que consta de 200 viviendas musulmanas. Ningún druso vive aquí. Es como una pequeña ciudad floreciente en la que abundas las viñas, los huertos y los jardines. El agua y el aire son refrescantes. Una gran feria se celebra aquí una vez a la semana, y en ella diez mil hombres de los alrededores se reúnen para vender y comprar. Se encuentra en un valle espacioso, bordeado por ambos costados de pequeñas rocas. Hay una mezquita, un baño público y un caravasar en él". Çelebi también dejó constancia de que había un santuario llamado Teyké Mughraby en el que vivían más de cien derviches y en el que se encontraba la tumba del jeque 'Imād ed-dīn, de la familia del profeta Shueib, que era conocido por haber vivido doscientos años.
Richard Pococke, que visitó la zona en 1727, escribió que era "famoso por algunos agradables jardines de limoneros y naranjos; y aquí los turcos tienen una mezquita a la cual muestran gran veneración ya que tiene, según ellos dicen, un gran jeque enterrado allí, al que llaman Sede Ishab y quien, según la tradición (tal y como un sabio judío me aseguró), es Jetró, el suegro de Moisés." Alrededor de este tiempo y hasta finales del siglo XVIII, Hittin fue un pequeño pueblo del reino autónomo de Zahir al-Umar. En 1767, el hijo de Zahir, Sa'id, trató de controlar Hittin y la cercana Tur'un, pero fue derrotado por su padre. Sin embargo, Zahir perdonó a su hijo y le concedió ambos pueblos. Un mapa de la invasión napoleónica de 1799 realizado por Pierre Jacotin mostraba la localidad, a la que denominaba Hattin.
Johann Ludwig Burckhardt, un viajero suizo que visitó Palestina en torno a 1817, describió Hittin como una aldea, mientras que en 1838 Edward Robinson lo definió como un pueblo pequeño con casas de piedra. William McClure Thomson, que visitó la zona en la década de 1850, encontró "gigantescos" setos de cactus en los alrededores de Hittin y escribió que las visitas al santuario local se consideraban un remedio para la locura.
En 1863 H. B. Tristram escribió acerca de las "caras brillantes y colores brillantes" que veía allí, y sobre sus trajes "peculiares" dijo: "vestidos largos y ajustados o sotanas de seda escarlata, con rayas amarillas diagonales, y una chaqueta generalmente roja y azul o amarilla sobre ellos; mientras que sus nalgas estaban rodeadas por dólares y piastras, siguiendo la moda de Nazaret, y algunos de los más ricos llevaban collares con monedas de oro, con un doblón colgando al frente." En 1875, Victor Guérin visitó el pueblo y dejó escrito que había una tradición local que afirmaba que la tumba de Jetró, el suegro de Moisés, se encontraba en el pueblo.
En 1881, el Estudio de Palestina Occidental del Fondo para la Exploración de Palestina describió Hittin como un pueblo grande y bien construido con piedra, rodeado de frutales y olivos. Tenía una población aproximada de entre 400 y 700 habitantes, todos ellos musulmanes, que cultivaban la llanura circundante.
Un listado de poblaciones otomano de alrededor del año 1887 reflejaba que Hattin tenía aproximadamente 1.350 habitantes, de los que 1.250 eran musulmanes y 100 eran judíos. Cerca de 1897 se construyó en la localidad una escuela de educación primaria.
Conder escribe en su Reino Latino de Jerusalem, de 1897, que "el lugar estaba rodeado de olivos y frutales, y un buen manantial -copioso y fresco- fluía desde el noroeste hacia la garganta del Uadi Hammam."
A principios del siglo XX, algunas sociedades de compra de tierra judías compraron terrenos del pueblo en la parte oriental del Valle de Arbel. En 1910 se estableció allí el primer pueblo judío, denominado Mitzpa.

### Mandato británico de Palestina

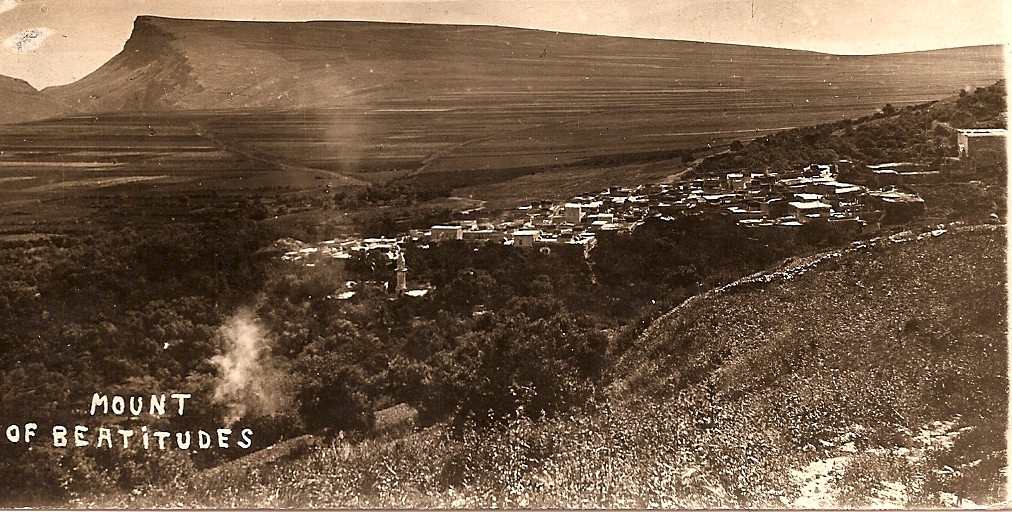
Hittin durante el Mandato británico de Palestina

En 1924 se creó una segunda aldea judía en tierras de Hattin, conocida como Kfar Hittim.
En el censo de Palestina de 1922, llevado a cabo por las autoridades del Mandato británico de Palestina, la población de Hattin era de 889 habitantes, de los que 880 eran musulmanes y 9 judíos. Estos datos habían aumentado en el censo de 1931 hasta los 931 habitantes, todos ellos musulmanes, que vivían en un total de 190 viviendas.
En 1932, el jeque Izzedin al-Qassam y los líderes locales palestinos afiliados al partido Istiqlal llevaron a cabo por primera vez una conmemoración del aniversario de la victoria de Saladino en Hittin. El Día de Hittin, que se celebraría el 27 de agosto de ese año en el patio de una escuela de Haifa, se concibió como una celebración antiimperialista. A ella atendieron miles de personas de toda Palestina, del Líbano, de Damasco y de Transjordania. Los discursos de este día giraron en torno a la independencia del mundo árabe y a la importancia de la unidad entre los cristianos y los musulmanes árabes.
En las estadísticas municipales de 1945, Hittin tenía una población de 1.190 habitantes, todos ellos musulmanes, y una superficie total de 22.764 dunams (22,764 km²), de los que 22.086 eran propiedad de árabes palestinos y 147 eran propiedad de judíos. Los otros 531 dunams eran de titularidad pública. La tierra cultivada suponía un total de 12.426 dunams, mientras que la tierra sin cultivar ascendía a 10.268 dunams. De la tierra cultivada, 1.967 dunams estaban cubiertos de plantaciones y regadíos y otros 10.462 dunams se dedicaban a cereales. La superficie urbanizada de la localidad era de 70 dunams y todos sus habitantes eran árabes palestinos.

### Guerra árabe-israelí de 1948

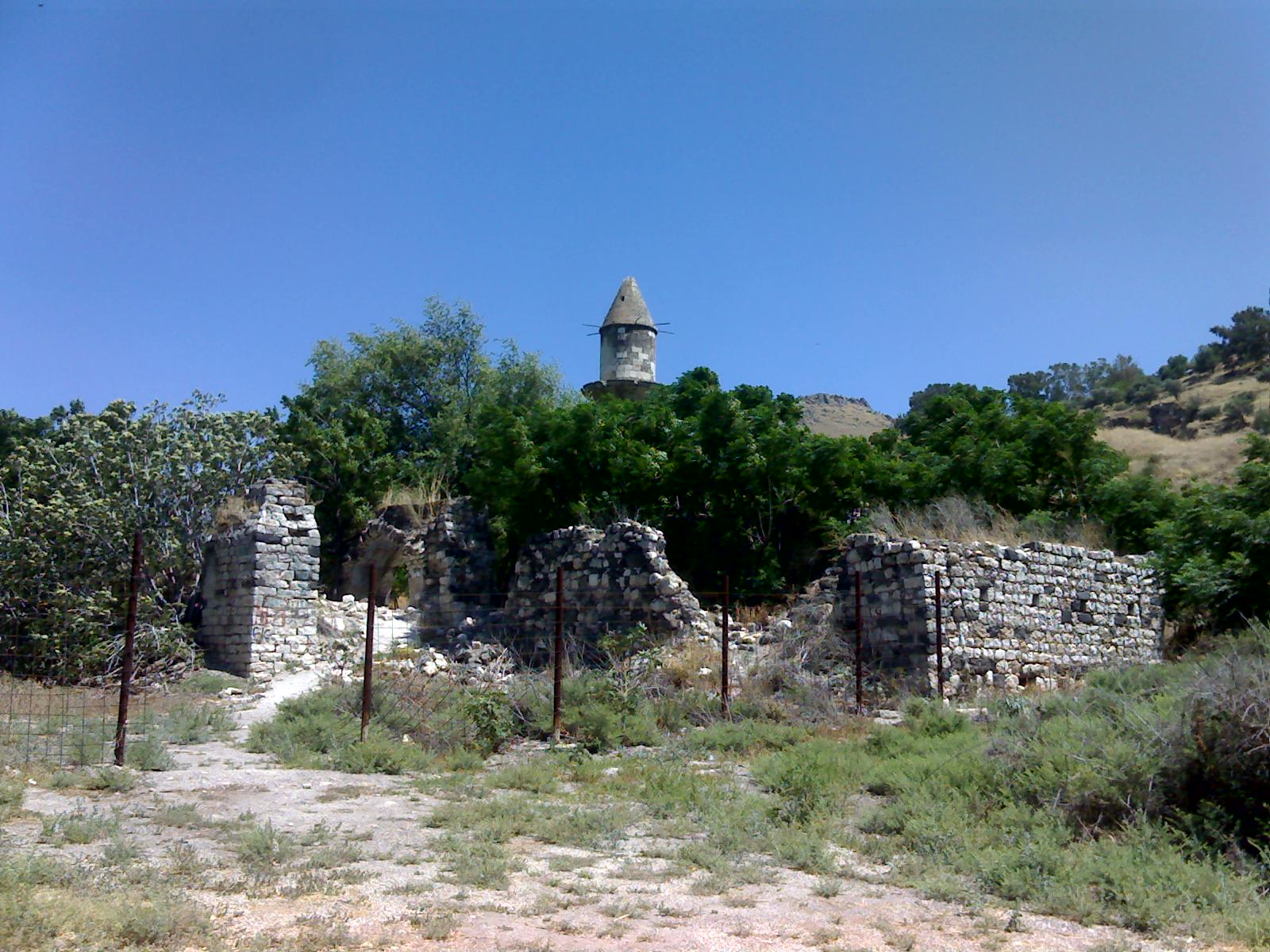
Mezquita en ruinas de Hittin (2007)

En 1948, el mujtar del pueblo era Ahmad ´Azzam Abu Radi. Sus habitantes no se sentían amenazados por sus vecinos judíos de Kfar Hittim, quienes les habían visitado en noviembre de 1947, tras el voto de la ONU que aprobó el Plan de Partición de Palestina, y les habían asegurado que no deseaban la guerra. Unos 50 hombres de la localidad poseían rifles, con entre 25 y 50 cartuchos de munición cada uno.
La ansiedad fue creciendo entre los habitantes de Hittin mientras escuchaban los sucesos de la guerra árabe-israelí en Radio Amán y Radio Damasco, pese a lo cual decidieron no involucrarse hasta el 9 de junio, cuando soldados judíos atacaron el pueblo vecino de Lubya y fueron repelidos. Poco después, una unidad blindada israelí acompañada de infantería avanzó hacia el pueblo proveniente de Mitzpa. El ataque fue repelido, pero toda la munición local se agotó en la defensa. En la noche del 16 al 17 de julio, prácticamente todos los habitantes de la localidad decidieron evacuarla. Muchos marcharon hacia Sallama, entre Deir Hanna y Maghar, dejando atrás a unos cuantos ancianos y entre 30 y 35 milicianos. El 17 de julio, la Brigada Golani tomó Hittin como parte de la Operación Dekel. Cuando los habitantes de Hittin intentaron regresar, fueron perseguidos y expulsados de nuevo. En una ocasión, algunos hombres y reses fueron asesinados.

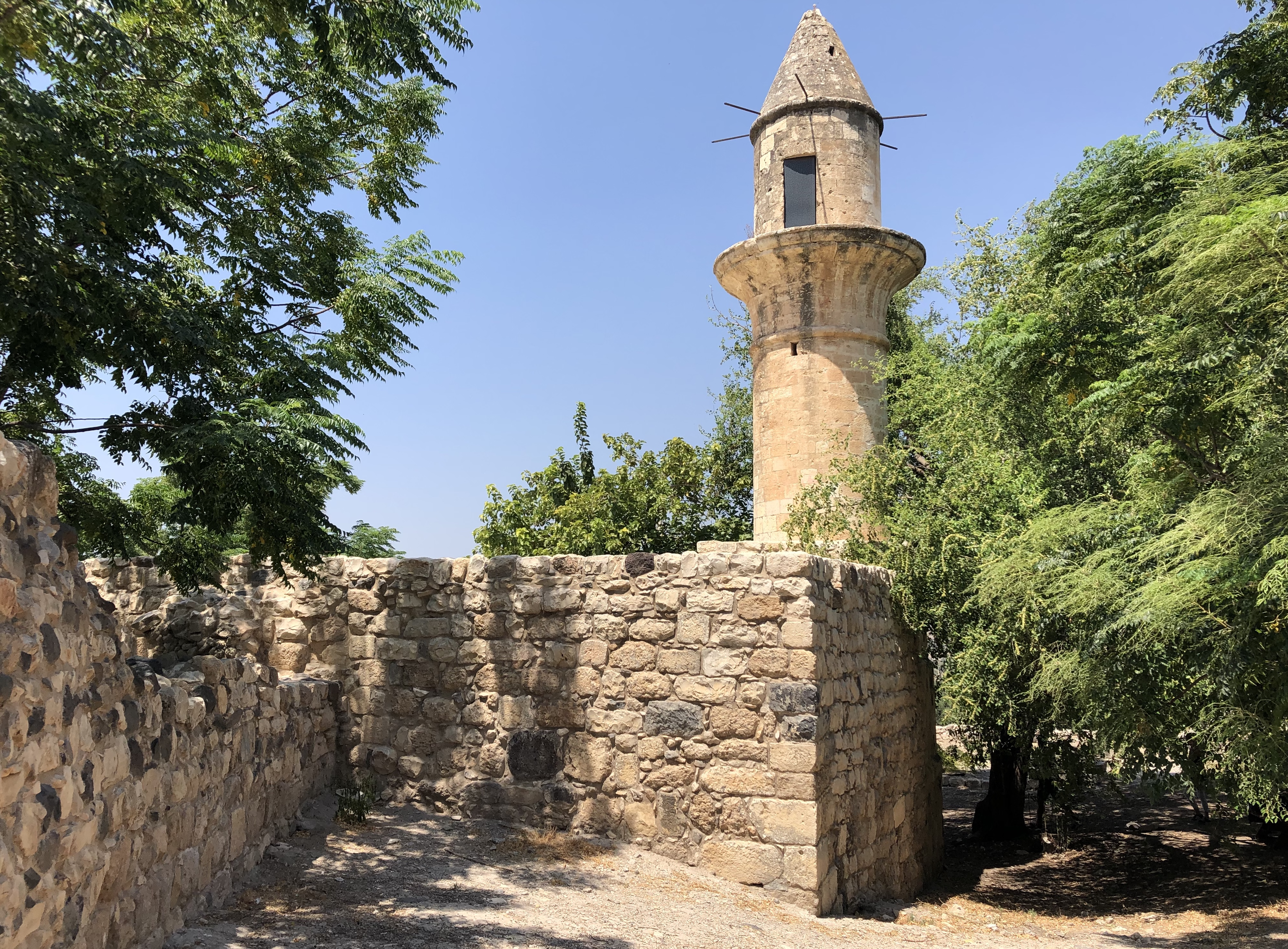
Minarete de la mezquita en ruinas de Hittin (2019)

Los habitantes de Hittin permanecieron en Sallama durante casi un mes, pero cuando sus provisiones se agotaron y su esperanza se desvaneció, marcharon juntos hacia el Líbano. Algunos consiguieron reasentarse en Nazaret. El gobierno israelí consideró la posibilidad de permitir volver a sus pueblos a 560 desplazados internos palestinos de Hittin y de Alut, pero el ejército se negó alegando motivos de seguridad.

### Estado de Israel
En 1949 y 1950 se levantaron sobre los antiguos terrenos de Hittin las nuevas aldeas judías de Arbel y Kfar Zeitim. En los años cincuenta, la comunidad drusa de Israel obtuvo la custodia oficial sobre el Santuario de Jetró y sobre 100 dunams de terrenos circundantes. Sin embargo, se rechazó una solicitud para construir casas para soldados drusos en esas tierras. El peregrinaje anual druso se mantuvo e Israel lo reconoció oficialmente como festividad religiosa en 1954.
Según Ilan Pappé, un habitante de Deir Hanna solicitó sin éxito un permiso para establecer un campamento de verano en el lugar donde se encontraba la mezquita de Hittin con la intención de restaurarla. Los terrenos de Hittin se usan actualmente como pastos para el ganado de un kibutz cercano. Según la tradición, la mezquita había sido construida por Saladino en 1187 para conmemorar su victoria sobre los cruzados. En 2007, una organización israelo-palestina, Zochrot, protestó contra unos planes de desarrollo que invadirán las tierras de la localidad y que amenazan con "tragarse los restos abandonados del pueblo de Hittin."

## El Santuario de Nabi Shueib
Ali de Herat escribió (c. 1173) que tanto Jetró como su mujer habían sido enterrados en Hittin. Yaqut al-Hamawi (1179–1229) comentó que otro santuario cercano a Arsuf que afirmaba ser la tumba de Jetró había sido mal identificado. Los musulmanes suníes y los drusos solían hacer peregrinajes a Hittin para visitar la tumba de Jetró, ubicada en el santuario de Nabi Shueib, y la celebración drusa habría atraído a otros miembros de su comunidad desde diversas partes de Siria.

## Demografía
En 1596, Hittin tenía una población de 605 habitantes. En el censo de Palestina de 1922, su población era de 889, que había aumentado a 931 en el censo de 1931. Ese año había 190 viviendas en la localidad. En las estadísticas municipales de 1945, la población se calculaba ya en 1.190 habitantes, todos árabes. El pueblo albergó a una serie de familias influyentes, entre las que destacab los Rabah, 'Azzam, Shaiyabtah, Sa'adah, Sha'ban y Dahabra.

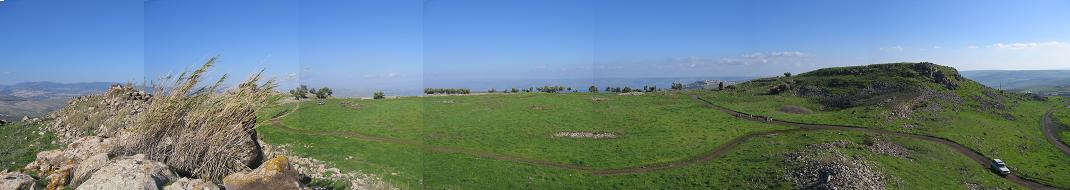
Panorámica de Hittin